# Vernon Louis Parrington
Vernon Louis Parrington (1871 – 1929) è stato uno storico statunitense e allenatore di football della University of Oklahoma.
Laureato ad Harvard nel 1893, nel 1897 viene assunto come professore di inglese e lingue moderne all'Università dell'Oklahoma. Negli undici anni seguenti ricoprì diversi incarichi, dall'organizzazione del Dipartimento di Inglese all'allenamento di football. Il suo lavoro ottenne però pochi elogi, e nel 1908 fu licenziato a causa delle pressioni di gruppi religiosi che volevano estinguere tutte le “facoltà immorali”. Da quel momento iniziò la sua insigne carriera accademica alla University of Washington.

## American Studies
Parrington, Perry Miller, F. O. Matthiessen e Robert Spiller sono stati i fondatori del movimento degli American Studies tra gli anni venti e trenta. Gli elementi che consideravano rivoluzionari erano l'interdisciplinarità, un concetto olistico della cultura e l'attenzione focalizzata sulla cultura americana.

## Main Currents in American Thought
Parrington è ricordato soprattutto per essere l'autore di Main Currents in American Thought, tre volumi centrati sull'aspetto politico della corrispondenza americana dall'epoca delle colonie che ipotizza una netta divisione tra la corrente Hamiltoniana e quella dei sostenitori di Jefferson, chiarendo anche lo schieramento di Parrington con questi ultimi.
Difendeva la dottrina della sovranità dello stato e voleva dissociarla dalla causa della schiavitù. Ha scritto che l'associazione di quelle due cause ha determinato conseguenze “disastrose per la democrazia americana”, togliendo l'ultimo freno alla crescita del potere aziendale perché il governo federale protegge i capitalisti dalla legge locale e nazionale.
Main Currents vinse il Premio Pulitzer per la storia nel 1928 ed è stato per anni il libro più autorevole per gli storici americani. Ha dominato la critica letteraria e culturale dal 1927 fino all'inizio degli anni cinquanta. Parrington ha fatto largo uso dell'ironia storica che si presenta quando le conseguenze di un'azione emergono contrarie alle intenzioni originarie dell'autore. Ha rappresentato il pensiero degli storici che pongono la loro attenzione sul dualismo “buono contro cattivo” nel passato dell'America. Nel volume finale del suo scritto, conclude che i contadini Jeffersoniani, eroi tradizionali del pensiero progressista, hanno ottenuto forza dalla comunità ingorda per produrre una forma di capitalismo distruttiva che è culminata negli anni venti.

## Carriera da allenatore
Parrington fu il secondo allenatore della squadra di football della University of Oklahoma, e il primo membro ufficiale della facoltà ad avere ottenuto quell'incarico. Gli venne attribuito il merito di aver portato la squadra a uno stile di gioco simile a quello di Harvard ed una migliore organizzazione del programma sportivo dell'università. Durante i quattro anni passati da allenatore, dal 1897 al 1900, la sua squadra giocò solo dodici volte, 9 delle quali vincendo e una pareggiando.